# Dieter Weirich

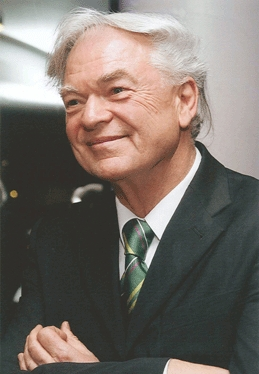
Dieter Weirich (2009)

Dieter Weirich (* 31. Dezember 1944 in Sülzbach, Landkreis Heilbronn) ist ein deutscher Journalist und ehemaliger Politiker. Von 1989 bis 2001 war er Intendant des Senders Deutsche Welle, des zur ARD gehörenden deutschen Auslandsrundfunks.

## Leben und Beruf
Nach erfolgreichem Abschluss des Justinus-Kerner-Gymnasiums in Weinsberg/Württ. und von 1965 bis 1966 Bundeswehr-Pflichtdienstzeit (Reserveoffizier; letzter Dienstgrad Leutnant d.R.) absolvierte Weirich ein Redaktionsvolontariat bei der „Pforzheimer Zeitung“. Von 1966 bis 1969 war er Redakteur in Hanau und Hessen-Korrespondent der Zeitung „Rheinischer Merkur“. Von 1969 bis 1979 war er persönlicher Referent des damaligen hessischen CDU-Landesvorsitzenden und späteren CDU/CSU-Bundestagsfraktionschefs Alfred Dregger. 1972 bis 1980 war er als Sprecher der CDU Hessen und der CDU-Landtagsfraktion tätig und anschließend  Oberregierungsrat beim Hessischen Landtag. Dazu war er von 1974 bis 1980 Mitglied des Hessischen Landtages und des Rundfunkrates beim Hessischen Rundfunk (HR).
Von 1980 bis 1989 war Weirich Mitglied des Deutschen Bundestages und medienpolitischer Sprecher der Unionsparteien, sowie Mitglied des Fernsehrates des Zweiten Deutschen Fernsehens (ZDF). Er gehörte damals zu den  Wegbereitern der Einführung von Privatfunk und des elektronischen Medienwettbewerbs sowie zur Abschaffung des Postmonopols. Gleichzeitig war er Berater des Satellitenbetreibers von Astra und der SES in Luxemburg/Betzdorf.

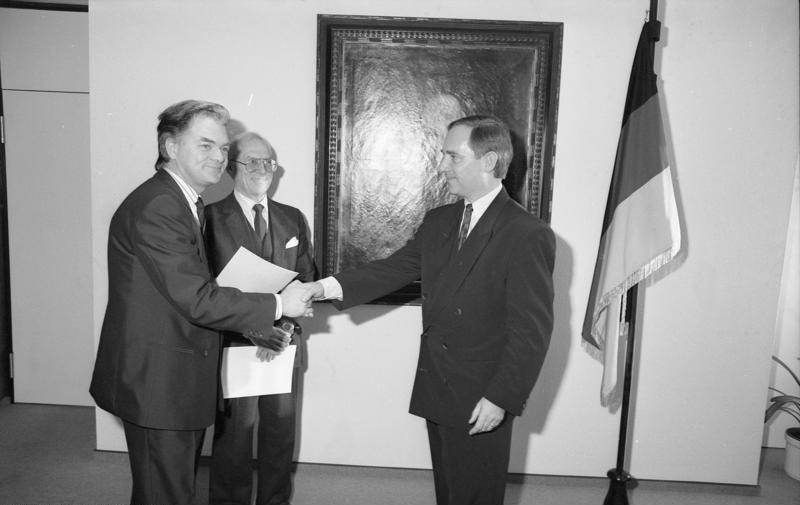
Ernennung Weirichs durch Bundesminister Schäuble

Von 1989 bis zum 1. April 2001 war Weirich Intendant des Auslandsrundfunks Deutsche Welle mit Sitz in Köln und Berlin. Er führte aktuelles Auslandsfernsehen ein, startete umfassende Unternehmensreformen, führte als erste öffentlich-rechtliche Rundfunkanstalt in Deutschland Internet ein und verwandelte die Deutsche Welle von einem Kurzwellensender in ein multimediales Programmunternehmen.
2001 wurde Weirich zunächst geschäftsführender Gesellschafter der PR-Agentur Weirich/Marenbach, schloss einen Beratervertrag mit dem Frankfurter Flughafenbetreiber Fraport und übernahm dort 2004 die Leitung der Unternehmenskommunikation, die neben der internen und externen Kommunikation auch das Sponsoring, Lobbying und den Besucherservice umfasste. Mit Erreichen des 65. Lebensjahres schied er 2010 bei der Fraport aus. Am 31. Januar 2012 schied er als Kommunikationschef des Energie- und Infrastrukturdienstleisters HSE AG in Darmstadt aus. Weirich ist seit 2002 Vorsitzender des Aufsichtsrates der Flaskamp AG, einer PR-Agentur in Berlin. Außerdem gehört er dem Beirat des Internet-Dienstleisters Conject AG in München an. Von 1995 bis 1997 war er Mitglied des Aufsichtsrates der Deutsche Post AG. Weirich ist seit Mitte der neunziger Jahre Honorarprofessor und hatte Lehraufträge an Hochschulen, darunter die Fachhochschule Frankfurt. Er hat eine eigene Kolumne bei der Frankfurter Neuen Presse.

## Politik
1961 trat Weirich in die CDU und die Junge Union ein, war JU-Kreisvorsitzender in Vaihingen an der Enz, 1964/1965 Mitglied des Landesvorstandes der JU Nordwürttemberg. Von 1966 bis 1969 gehörte er dem Landesvorstand der JU Hessen, von 1971 bis 1973 dem JU-Bundesvorstand an. Von 1971 bis 1974 war Weirich Vorsitzender des CDU-Stadtverbandes Hanau und stellvertretender Fraktionsvorsitzender in der Stadtverordnetenversammlung. Von 1974 bis 1980 agierte er als Vorsitzender des CDU-Kreisverbandes Main-Kinzig, ebenfalls 1974 bis 1980 Mitglied des Hessischen Landtages im Wahlkreis Hanau, von 1980 bis 1989 war er Mitglied des Deutschen Bundestages im Wahlkreis 126 Kassel-Land,-Werra-Meißner, medienpolitischer Sprecher der CDU/CSU-Bundestagsfraktion und Vorsitzender des medienpolitischen Koordinierungsausschusses. Er war von 1980 bis 1982 Obmann CDU/CSU in der Enquetekommission „Künftige Informations- und Kommunikationstechniken“. Ab 2002 war er Vorsitzender der mittlerweile aufgelösten nationalkonservativen Deutschland-Stiftung. Weirich ist seit 2007 auch Vorsitzender des Beirates der Journalistenakademie der Konrad-Adenauer-Stiftung in Berlin.
Weirich, der Honorarprofessor für europäische Medienpolitik ist, hat sich mit mehr als zwei Dutzend Büchern zu Medienfragen und neuen Informations- und Kommunikationstechnologien einen Namen gemacht (u. a.: „Medien 2000“, „Europas Medienmarkt von morgen“, „Kabel zwischen Kunst und Konsum“).

## Mitgliedschaften
- Mitglied des Kuratoriums der Fachhochschule Mainz
- Mitglied des Kuratoriums des Arbeitskreises Musik der Bad Hersfelder Festspiele
- Mitglied des Vorstandes der Hessischen Sportstiftung
- Deutscher Journalisten-Verband
- Bundesverband deutscher Pressesprecher
- Verband Europäischer Journalisten
- Deutsches Institut für Altersvorsorge[1]

## Auszeichnungen
- Bundesverdienstkreuz am Bande (1980)
- Bundesverdienstkreuz Erster Klasse (1995)
- Ehrenmitglied des Vereins Europäischer Journalisten
- Internationaler Kommunikationspreis Republic of China
- Ehrenmedaille der Vereinigung der Übersee-Chinesen in Deutschland

## Schriften (Auswahl)
- Das „flimmernde Rathaus“. Die neuen Medien. Herausforderung für die Kommunalpolitik. Kommunal-Verlag, Recklinghausen 1982, ISBN 3-87433-040-4.
- mit Markus Schöneberger: Kabel zwischen Kunst und Konsum. Plädoyer für eine kulturelle Medienpolitik. VDE-Verlag, Berlin 1985, ISBN 3-8007-1404-3.
- (Hrsg.): Europas Medienmarkt von morgen. Vistas, Berlin 1989, ISBN 3-89158-040-1.
- mit Günter Reichert, Werner Wolf (Hrsg.): Alfred Dregger. Streiter für Deutschland. Ullstein, Berlin u. a. 1991, ISBN 3-550-07413-1.
- Deutschlands Ansehen in der Welt. Arbeitgeberverband M+E, Köln 1993, ISBN 3-88575-061-9.
- (Hrsg.): Auftrag Deutschland. Nach der Einheit: unser Land der Welt vermitteln. v. Hase & Köhler, Mainz 1993, ISBN 3-7758-1291-1.
- (Hrsg.): Russland vor den Wahlen (= Deutsche-Welle-Forum. Bd. 1). Edition q, Berlin 1995, ISBN 3-86124-313-X.
- Medien 2000. Kommunikationszukunft in Deutschland. Edition q, Berlin 1997, ISBN 3-86124-320-2.